# Болва (Спас-Деменський район)
Болва (рос. Болва) — присілок в Спас-Деменському районі Калузької області Російської Федерації.
Населення становить 183 особи. Входить до складу муніципального утворення Присілок Болва.

## Історія
Від 2004 року входить до складу муніципального утворення Присілок Болва

## Населення
| 2002 | 2007 | 2010 |
| ---- | ---- | ---- |
| 193  | ↘158 | ↗183 |